# روز جهانی جمعیت

توزیع افزایش جمعیت جهانی در سال ۲۰۱۶

روز جهانی جمعیت (انگلیسی: World Population Day) رویدادی سالانه است که هر سال در ۱۱ ژوئیه برگزار می‌شود و هدف آن آگاه‌سازی دربارهٔ مسائل و مشکلات جمعیت جهان است. این رویداد در سال ۱۹۸۹ توسط شورای مدیریت برنامه عمران ملل متحد بنیان‌گذاری شد. این روز در ۱۱ ژوئیه ۱۹۸۷ به مناسبت رسیدن جمعیت جهان به پنج میلیارد نفر نامگذاری شده‌است. روز جهانی جمعیت با هدف افزایش آگاهی مردم دربارهٔ مسائل مختلف جمعیت از جمله اهمیت تنظیم خانواده، برابری جنسیتی، فقر، سلامت مادران و حقوق بشر ایجاد شد.